# کویونجولار (هوپا)
کویونجولار (به لاتین: Koyuncular، به ارمنی: Զալոնա) یک منطقهٔ مسکونی در ترکیه است که در هوپا واقع شده‌است. کویونجولار ۵۷۷ نفر جمعیت دارد.